# Rose-Marie Lagrave
Pour les articles homonymes, voir Lagrave (homonymie).
Rose-Marie Lagrave, née en 1944 en Normandie, est une sociologue française spécialisée dans les questions de genre et directrice d'études à l'EHESS.

## Biographie
Rose-Marie Lagrave est née en 1944, onzième enfant d'une fratrie de famille nombreuse, une famille catholique modeste, dans un village normand,,,. Elle évoquera un parcours de transfuge de classe socio-culturelle et économique, intéressée par la notion, et y consacrera un premier ouvrage puis un dialogue avec une autre transfuge d'origine normande, Annie Ernaux.
À la fin des années 1960, elle participe au Mouvement de libération des femmes.
Boursière, elle étudie à la Sorbonne (tout en travaillant) et devient sociologue. Elle entre à l'École des hautes études en sciences sociales, où elle obtient un poste, sollicité, par nécessité financière, auprès de son directeur de thèse. Elle y dirige notamment pendant une vingtaine d’années le bureau des relations internationales. Sous son impulsion l'EHESS crée l’École doctorale en sciences sociales de Bucarest en 1993, qu'elle dirigera de 1997 à 2003.
Au sein de l'EHESS, elle est l'amie et la collègue de Pierre Bourdieu. Elle y devient ensuite directrice d'étude, et participe à fonder le master « Genre, politique et sexualités »,.
Elle publie depuis décembre 2022, une chronique mensuelle nommé « Intersections » dans l'hebdomadaire d'actualité Politis.
Elle reçoit le Prix de l'Écrit social 2021 pour son ouvrage Se ressaisir. Comme Rose-Marie Lagrave l'explique, il s'agit qu'une enquête sociologique examinant « un processus qui, d'un village à Paris, d'une école primaire rurale à l’École des Hautes Études en Sciences Sociales (EHESS), [l']a façonnée, en tant que femme et féministe, en transfuge de classe ». Pour ce faire, elle confronte sa mémoire à un « recueil de données disparates, de matériaux hétérogènes et discontinus », à savoir : des archives personnelles et administratives ; des entretiens semi-directifs avec son frère et ses sœurs, ses enfants, et les enfants de ses anciens instituteurs et anciennes institutrices.

## Publications
- (Dir. d'ouvrage), Celles de la Terre : agricultrices, l’invention politique d’un métier, Éditions de l'EHESS, Paris, 1987, 254 p.
- « Recherches féministes ou recherches sur les femmes ? », Actes de la recherche en sciences sociales, vol. 83, no 1,‎ 1990, p. 27–39 (DOI 10.3406/arss.1990.2934, lire en ligne, consulté le 22 avril 2019)
- Voyage au pays d'une utopie déchue, Presses universitaires de France, 1998
- « En vertu de l’excellence ? », dans Réflexion sur l’accès, la promotion et les responsabilités des hommes et des femmes à l’École des hautes études en sciences sociales, Paris, EHESS, 2003, p. 4–10
- Dir. avec Pierre Encrevé, Travailler avec Bourdieu, Paris, Flammarion, coll. « Champs », 2004, 363 p. (ISBN 2-08-080112-0)
- Marie-Rose Lagrave, Se ressaisir : enquête autobiographique d’une transfuge de classe féministe, Paris, La Découverte, 2021, 416 p. (ISBN 978-2-348-04503-5)
- Avec Annie Ernaux, Une conversation, Éditions de l'EHESS, 2023